# Era Leso

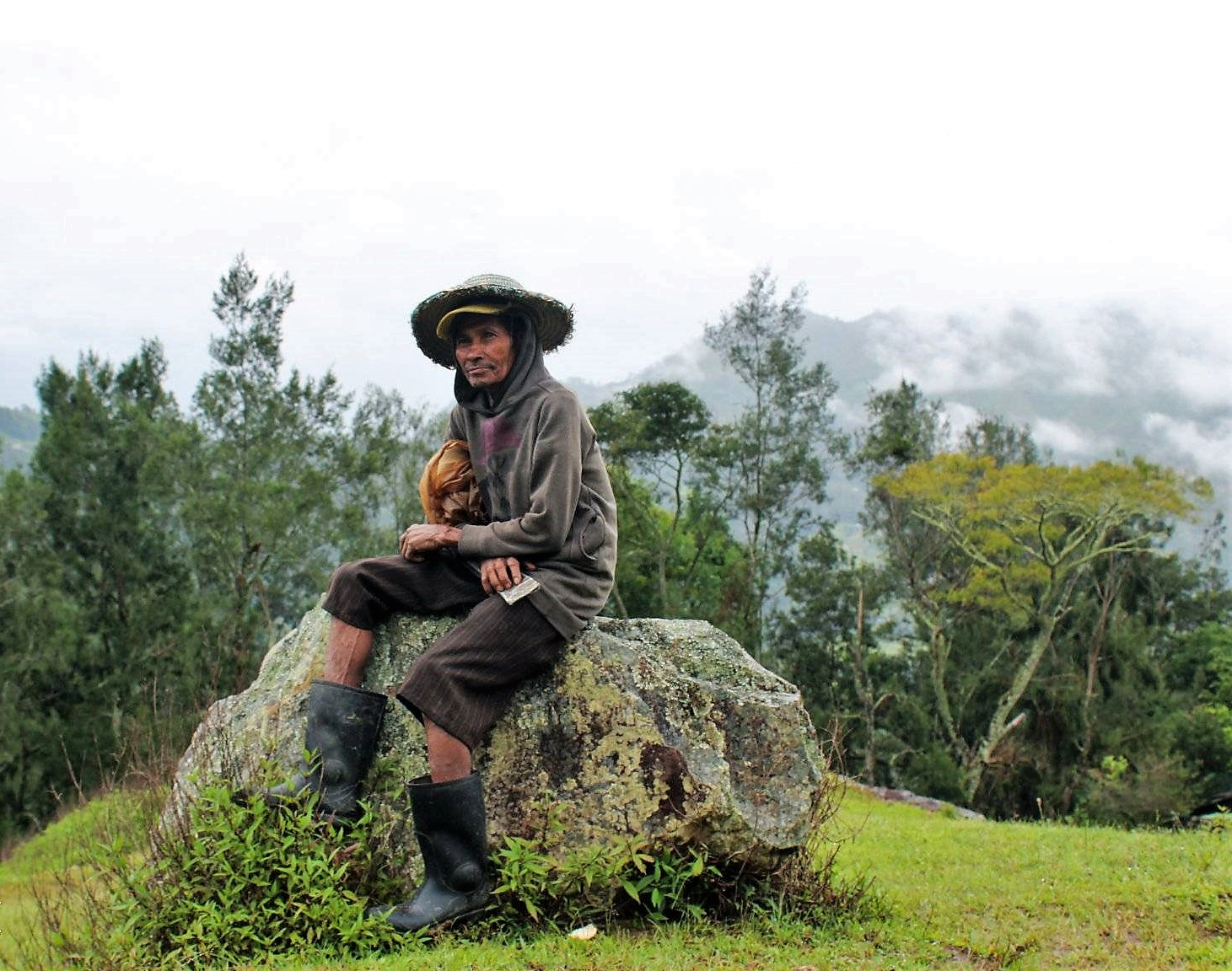
Mann in Era Leso

Era Leso ist eine osttimoresische Siedlung im Suco Aituto (Verwaltungsamt Maubisse, Gemeinde Ainaro). Das Dorf befindet sich im Südwesten der Aldeia Lientuto, auf einer Meereshöhe von 1510 m. Durch den Ort führt die Überlandstraße von Maubisse nach Ainaro. In der Nähe ergießt sich der Wasserfall von Aituto in einen Quellfluss des Beluliks.